# 구황본초

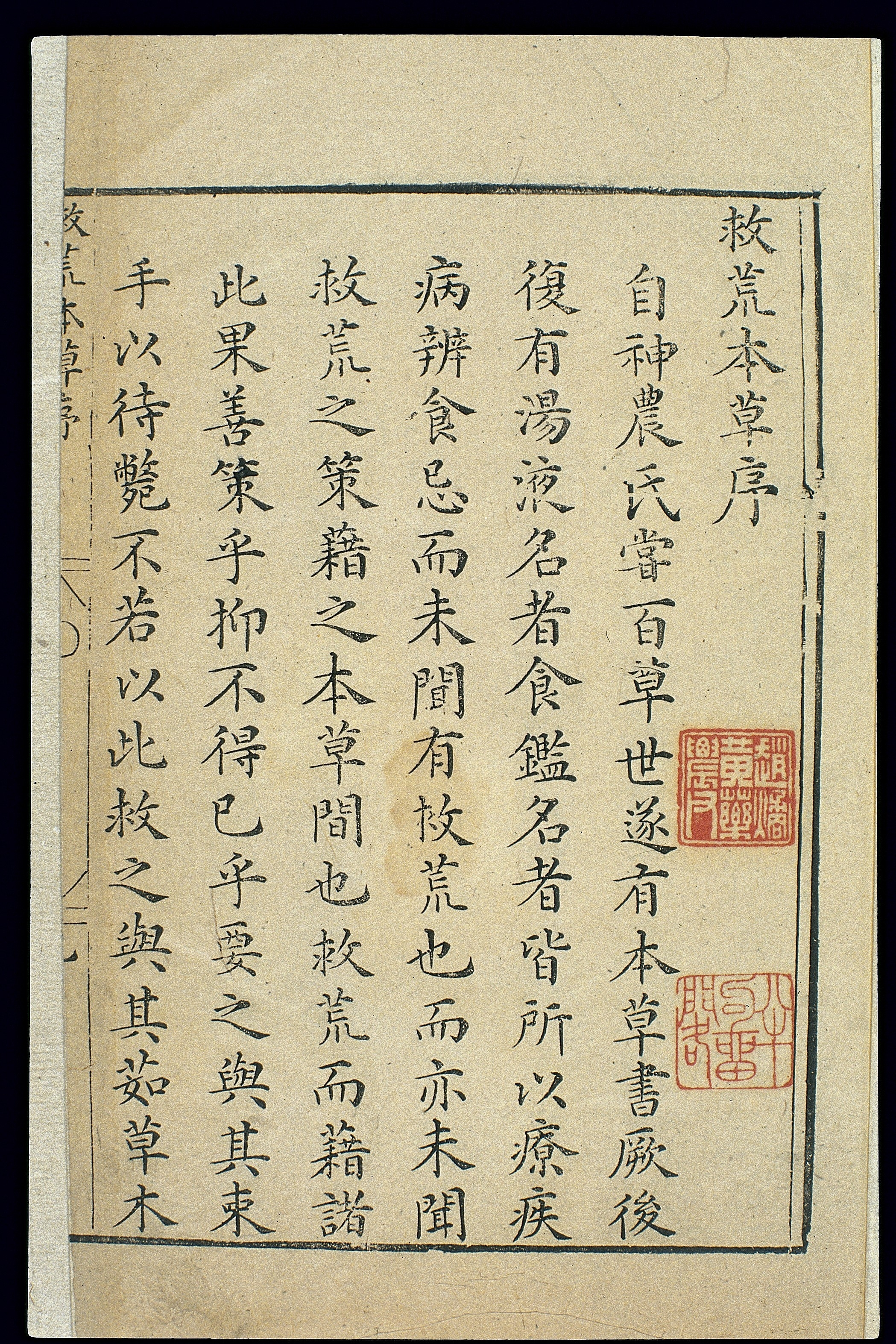
1593년판 첫 번째 장

구황본초(중국어: 救荒本草)는 명나라 왕자 주숙(朱橚)이 쓴 책으로, 기근 기간 동안 생존에 적합한 야생 식품 식물에 대한 최초의 삽화가 담긴 식물학 매뉴얼이었다.

## 평가
구황본초를 분석한 비교적 소수의 서양 학자들은 주숙 왕자의 700년 된 기근 약초를 열광적으로 칭찬했다.
브레슈나이더(Bretschneider)는 이 본문이 "이전 논문을 단순하게 편집한 것이 아니라 대부분 저자 자신의 경험을 바탕으로 한 독창적인 작품"이라고 말했다. 스윙글(Swingle)은 이를 "중국 식물학에 관한 귀중한 초기 논문"이자 기근 식량 식물에 대한 "가장 초기에 알려졌으나 오늘날에도 여전히 최고의" 연구라고 묘사했다. 벨기에계 미국인 과학 역사가인 조지 사튼(George Sarton)은 이를 "가장 주목할 만한 약초"라고 불렀다. 중세 시대"라고 주숙의 작품을 되돌아보면 "굉장한 독창성에 놀랐다"고 말했다. 확실히 비슷한 종류의 이전 연구는 우리에게 전해지지 않았다." 미국 인류학자 로버트 L. 프리드먼(Robert L. Freedman, 2008)은 구황본초가 "기근 식량 식물에 대한 가장 잘 알려지고 포괄적인 연구"라고 말했다.

## 같이 보기
- 벽곡
- 채근담